# الهجوم على السفارة السعودية في باريس
وقع الهجوم على السفارة السعودية في فرنسا في صباح يوم الخميس، 5 سبتمبر 1973، عندما استولى خمسة مسلحين من منظمة أيلول الأسود على مبنى سفارة المملكة العربية السعودية في باريس واحتجزوا ما لا يقل عن 15 رهينة بداخلها، حيث طالبوا بإطلاق سراح عدد من قادة الفصائل الفلسطينية المحتجزين في الأردن على رأسهم محمد داود عودة المعروف باسم (أبو داود).

## المفاوضات مع المسلحين
طالب المسلحون الذين زعموا انتمائهم إلى منظمة تسمى «العقاب» بعد فترة وجيزة من اقتحام السفارة، بإطلاق الأردن سراح محمد داود عودة، كان أبو داود قد اُعتقل في الأردن ووجهت له تهمة محاولة الانقلاب على النظام الملكي وحكم عليه بالمؤبد وهدد المسلحون بتفجير السفارة أو قتل الرهائن ما لم تلبى مطالبهم. وقد ألقوا برهينة من إحدى نوافذ الطابق الثاني عندما جرح معصمه في محاولة انتحار طبقاً للشرطة ونقلته سيارة إسعاف إلى المشفى.
وبحلول الليل، خفض المسلحون مطالبهم إلى مطلب المرور الآمن جواً إلى بلد عربي برفقة رهائنهم. ولاحقاً، ألقوا قنبلة يدوية، لإثبات جديتهم على قتل الرهائن. ومع بزوغ فجر اليوم التالي، هددوا بقتل رهينة ما لم توضع طائرة داسو فالكون 20 تحت تصرفهم قريباً لنقلهم إلى دولة عربية، لكنهم وافقوا على تأجيل أي عملية قتل عندما دخل السفير العراقي في فرنسا في الساعة 7:30 صباحاً مبنى السفارة السعودية كمفاوض ويفترض أن قدم نفسه كرهينة مقابل تحرير بعض الرهائن. بعد ذلك بفترة وجيزة أطلق سراح رهينة مصاب بجروح طفيفة وشوهد السفير العراقي عند النافذة المفتوحة مع أحد المسلحين موجهاً مسدساً لرأسه.
وقد قال صحفيان عربيان إن المفاوضين العرب الذين كانوا يتفاوضون مع المسلحين من أجل حل سلمي، توصلوا إلى خطة تسلسلية لإطلاق سراح الرهائن، تبدأ بإطلاق سراح ست نساء من بين الرهائن - خمس فرنسيات وتونسية. كما سيطلق سراح اثنين من الرهائن العرب الذكور. وأضافا إن السفير العراقي سيبقى بموجب خطة إطلاق سراح الرهائن على الأقل حتى يصل المسلحون والرهائن الباقون إلى المطار. وفقاً لهما، كان هناك تسعة رهائن من الذكور - خمسة سعوديين وسوداني ومصري وسوري ويوغوسلافي.
وطوال النهار والليل، كان كبار الدبلوماسيين العرب يتفاوضون وهم واقفون على رصيف الشارع المقابل لمبنى السفارة المزدوج، الذي يقع عند حافة غابة بولونيا وبجوار مبنى مكتب منظمة التعاون الاقتصادي والتنمية في شارع أندريه باسكال. بينما كان المحتجزون يصرخون من نافذة في الطابق الثاني، تفتح على مصراعيها من حين لآخر ويبدو أنهم كانوا يتوسلون إلى الدبلوماسيين لإنقاذ حياتهم. كان من بين الدبلوماسيين الذين أجروا المفاوضات السفير السعودي، الشيخ محمد علي رضا، الذي كان في مقر إقامته في الساعة 9:30 صباحاً، عندما استولى المسلحون على السفارة وبذلك نجا من الاحتجاز. وقد بدت مطالب المسلحين، منذ اللحظة التي تخلوا فيها عن إطلاق سراح أبو داود المسجون في الأردن، مقبولة لدى السفير السعودي والدبلوماسيين العرب الآخرين المشاركين في المفاوضات.
في وقت متأخر من ذلك اليوم، دعا السفير السعودي والسفير الكويتي فيصل صالح المطوع، عميد السلك الدبلوماسي العربي في فرنسا، وزارة الخارجية الفرنسية بإجراء تغيير في الخط المتشدد الذي تسلكه فرنسا منذ فترة طويلة تجاه التفاوض مع الخاطفين. ولكن قيل إن الموقف الفرنسي في تلك المرحلة هو الاستعداد للسماح للمسلحين بالمغادرة فقط دون الرهائن وأسلحتهم.
ونُقلّ عن أحد المسلحين في السفارة قوله إنه ورفاقه «لا يريدون عملية ميونيخ أخرى». في إشارة إلى العملية التي جرت في نفس التاريخ بعام سابق وقتل فيها أعضاء أيلول الأسود، 11 من أعضاء الفريق الإسرائيلي المشارك في الألعاب الأولمبية في ميونيخ. وفي محادثة جرت بين القنصل السعودي وهو من ضمن الرهائن مع رئيس شرطة باريس، جان بوليني، كان الضمان الوحيد لعدم اقتحام قواته للسفارة هو عدم المساس بالرهائن.
رداً على ذلك، هدد المسلحين بقتل أحد الرهائن الفرنسيين عند انتهاء مهلة الإنذار، التي أعطيت مدتها بشكل مختلف على أنها ثلاث دقائق أو ثلاث ساعات. وقد تميزت الساعات الطويلة التي تلت الاستيلاء على السفارة بسلسلة من الإنذارات، التي أثبتت عدم جديتها فقد كان الموعد النهائي الأول للمسلحين، بتفجير السفارة، الساعة 4 مساءً من اليوم التالي. ثم حدد الموعد النهائي في وقت لاحق إلى 6 مساءً، ثم إلى 6:30 ولم يجدد تحديد مواعيد نهائية أخرى في تلك الأوقات المحددة، لكن الخاطفون طالبوا بحضور بعض الدبلوماسيين العرب للتفاوض وإلا فسوف يفجروا السفارة أو يقتلوا الرهائن.
كان من بين المبادرات التي اتخذها السفراء العرب في باريس لكسر الجمود إرسال رسالة عاجلة لرؤساء الدول العربية المجتمعين في الجزائر لحضور مؤتمر دول عدم الانحياز، يحثونهم فيها على إقناع الأردن بالإفراج عن أبو داود.

## الإفراج عن الرهائن وانتهاء الأزمة
في اليوم الثالث من الاستيلاء على السفارة السعودية، أطلق الخاطفين سراح الرهائن مع الاحتفاظ بأربعة (ثلاثة فرنسيين وتونسي) بعدما سمح رئيس الوزراء الفرنسي بيير ميسمير للخاطفين مع باقي الرهائن باجتياز باريس في سيارات تحمل لوحات دبلوماسية بحماية من الشرطة ومغادرة فرنسا على متن طائرة سورية تزودت بالوقود في القاهرة ثم توجهت إلى الكويت وهناك أخذوا طائرة كويتية توجهت إلى المملكة العربية السعودية إلا أنه لم يعط لها حق الإذن بالهبوط فعادت مجدداً إلى الكويت.
وفي مفاوضات قاسية بين الخاطفين المتحصنين في الطائرة والممثل المحلي لمنظمة التحرير الفلسطينية والسلطات الكويتية، توصلوا في النهاية لاتفاقية تصدق على عدم جدوى ترويع الأبرياء. بحيث يفرج المسلحون عن رهائنهم المختطفين على الطريق ويسمحون لأنفسهم بالذهاب إما إلى العراق المجاور أو إلى سوريا. وعلى الرغم من الموقف الفرنسي الثابت من عدم السماح لأولئك الذين يحتجزون رهائن بابتزاز الحكومات للفرار منها، فقد قال رئيس الوزراء الفرنسي إن الهدف الأساسي - إنقاذ الأرواح - قد تحقق وأن ما حدث شأناً عربياً لا يخص فرنسا.
كان هذا أول عمل فلسطيني مسلح على أرض الدولة الغربية الأكثر تعاطفاً مع القضية العربية كما تسبب في حرج كبير للقيادة الفلسطينية التي تبرأت منهم وتوعد ياسر عرفات الذي كان يحضر مؤتمر دول عدم الانحياز في الجزائر في حضور الملك فيصل بمعاقبتهم وهكذا انتهت محاولة واضحة لابتزاز المملكة العربية السعودية لاستخدام نفوذها في إطلاق سراح أبو داود المحتجز في الأردن والذي أفرج عنه لاحقاً.